# 大場秀章
大場 秀章（おおば ひであき、1943年7月14日 - ）は、日本の植物学者、東京大学名誉教授、東京大学総合研究博物館特招研究員。専門は植物分類学、植物文化史。理学博士。

## 経歴・業績
大場秀章は1943年、東京都に生まれる。東京農業大学農学部に進むと1964年に卒業、同学大学院農学部農業拓殖専攻修士課程を1969年に中退する。翌1970年、東北大学に奉職（助手）、1973年に東京大学助手に転じる。1979年に同学大学院より博士号を授与され、同学講師（1980年）、同助教授（1981年）、1996年に同学教授職につくと2006年に定年退官。2024年9月時点で東京大学名誉教授、同学総合研究博物館の特任研究員、定年退官後はキュラトリアル・ワーク研究部の特任研究員として在籍する。
顕花植物標本の収集は日本国内のほか、インド、中国、ネパール、ブータン、パキスタン、ニュージーランド、サウジアラビアとアメリカ合衆国を訪れた。記載者として専門はシダ植物と種子植物、植物の命名者としてキュー植物園、国際植物分類学連合（ブロンクス植物園）に登録され、『国際植物学名索引』に「H.Ohba」名義で記載した植物名は674件。
大場は、岩槻邦男・David E. Bouffordらとともに英文による『Flora of Japan』シリーズ（全4巻8分冊、1993年–2016年出版）および2020年刊総索引の編者を務め、日本産維管束植物約5,500種の分類情報を国際的に発信した。ムスタン（ネパール）で得た知見は『Flora of mustang, Nepal』に記した。

## 新種登録した植物
国際植物名索引（IPNI）に記載した植物名は674件。

## 東京大学総合研究博物館
東京大学総合研究博物館では寄附研究部門ミュージアム・テクノロジー（2005年9月30日まで）、「ミュージアム・テクノロジー（2）」（同10月1日より）で植物学部門の調査研究と教育活動をになった。同館発行の『ウロボロス』開館10周年記念号に寄せた高槻成紀（同館助教授・当時）によると、同館に勤める研究者はほとんど全員、大学の夏季休暇中にそれぞれの目的地へ出かけ、中でも植物学は原寛（理学部植物分類学研究室教授）が全国でも最古の海外調査を1960年に始めた。ヒマラヤを中心に日本の植物の起源を求めた成果は『Flora of Eastern Himalaya』（1966年）として上梓し、調査は大場らが継承して高山帯に力点を置いた。
歴代の調査隊が採集した標本は30万点を超え、世界のヒマラヤの植物研究者にとって欠かせない存在である。また調査対象は総合研究博物館の改組を経て広域ヒマラヤ全域に広がり、ミャンマー、中国など従来は入域が制限されてきた地域に及ぶ。
博物館教授を務める間、大場は寄せられた問い合わせに回答したり、フィールド調査で得た知見を一般向けの解説書にまとめる。植物画に関心が高く『植物学のたのしみ』（八坂書房、2005年）には植物学者として花の由来と特性を考察し、フランス皇妃ジョゼフィーヌが画家ルドゥーテにバラを描く契機を与えたエピソードを紹介した。サラダの起源と語源から説起した『サラダ野菜の植物史』（新潮社〈新潮選書〉、2004年）は食材を分類学に照らして来歴や特徴を紹介し、随想にアルメニアを訪問した体験と国の歴史、植物の多様性を述べた『私のアルメニア覚書き』がある（原人社、2005年）。
国立ライデン植物博物館より受贈したシーボルト旧蔵の植物標本を中心に、新蔵資料として2000年10月27日–同年12月22日に新規収蔵展示「シーボルト日本植物コレクション」展の展示責任者を務めシーボルト植物画コレクション（複製）などを披露する。本学の収蔵品特別展第16期では国際共同展「シーボルトの21世紀」の展示図録を監修した。

## 学位
東京大学大学院より1979年に博士（理学）の学位を取得した論文は、「Taxonomic studies on the subfamily Sedoideae (Crassulaceae), with special reference to the Old World genera（ベンケイソウ科マンネングサ亜科の分類学的研究 :特に旧世界の属について）」である。

## 受賞
- 第32回造本装幀コンクール・日本書籍出版協会理事長賞（『江戸の植物学』）[25]

## 著書・訳書
著書
- 『誰がために花は咲く : 植物進化の謎にせまる』光文社〈カッパ・サイエンス〉、1991年。ISBN 4-334-06058-7。
- 『森を読む』岩波書店〈自然景観の読み方〉、1991年。ISBN 4-00-007824-0。
- 『江戸の植物学』東京大学出版会、1997年。ISBN 4-13-063315-5。
- 『植物は考える : 彼らの知られざる驚異の能力に迫る』河出書房新社〈Kawade夢新書〉、1997年。ISBN 4-309-50131-1。
- 『日本森林紀行 : 森のすがたと特性』八坂書房、1997年。ISBN 4-89694-692-8。
- 『バラの誕生 : 技術と文化の高貴なる結合』中央公論社〈中公新書〉、1997年。ISBN 4-12-101391-3。
- 『花の男シーボルト』文藝春秋〈文春新書〉、2001年。ISBN 4-16-660215-2。
- 『道端植物園 : 都会で出逢える草花たちの不思議』平凡社〈平凡社新書〉、2002年。ISBN 4-582-85139-8。
- 『サラダ野菜の植物史』新潮社〈新潮選書〉、2004年。ISBN 4-10-603537-5。
- 『植物学のたのしみ』八坂書房、2005年。ISBN 4-89694-860-2。
- 『私のアルメニア覚え書き』原人舎、2005年。ISBN 4-925169-73-4。
- 『植物学史・植物文化史』八坂書房〈大場秀章著作選〉、2006年。ISBN 4-89694-788-6。
- 『植物分類学・植物地理生態学』八坂書房〈大場秀章著作選〉、2006年。ISBN 4-89694-789-4。
- 『植物学とオランダ』八坂書房、2007年。ISBN 978-4-89694-894-3。
- 『森を読む』岩波書店〈自然景観の読み方 : 新装ワイド版〉、2007年。ISBN 978-4-00-007842-9。
- 『ガーデニング植物誌』八坂書房、2012年。ISBN 978-4-89694-989-6。
- 大場秀章 文『図説バラの世界』鈴木せつ子 写真、河出書房新社〈ふくろうの本〉、2012年。ISBN 978-4-309-76183-1。
- 『はじめての植物学 : 植物たちの生き残り戦略』筑摩書房〈ちくまプリマー新書〉、2013年。ISBN 978-4-480-68895-8。
- 『牧野富太郎の植物愛』朝日新聞出版〈朝日新書〉、2023年。ISBN 978-4-02-295214-1。
- 『牧野富太郎と植物研究』玉川大学出版部〈日本の伝記 知のパイオニア〉、2024年。ISBN 9784472060236。

植物画
- 『植物学と植物画』八坂書房、1996年。ISBN 4-89694-681-2。
  - 『植物学と植物画』（新装版）八坂書房、2003年。ISBN 4-89694-832-7。

- 清水晶子『絵でわかる植物の世界』大場秀章監修、講談社、2004年。ISBN 4-06-154754-2。
- 日本植物画倶楽部 著、大槻葉子英 訳『日本の絶滅危惧植物図譜』大場秀章監修・解説、アボック社、2004年。ISBN 4-900358-57-6。
- 『花の肖像 : ボタニカルアートの名品と歴史』創土社、2006年。ISBN 4-7893-0050-1。
- 『図説ボタニカルアート』河出書房新社〈ふくろうの本〉、2010年。ISBN 978-4-309-76141-1。
- 中島睦子『日本ラン科植物図譜 = Illustrations of Japanese Orchids』大場秀章監修、文一総合出版、2012年。ISBN 978-4-8299-8820-6。
- 内城葉子、日本植物友の会・大場秀章『内城葉子植物画集 = Illustrated works of Yoko Uchijo』ウッズプレス〈里山の植物 : 植物図譜の本棚〉、2013年。ISBN 978-4-907029-01-2。
- 日本植物画倶楽部『日本の帰化植物図譜』大場秀章監修・解説、アボック社、2009年。ISBN 978-4-900358-65-2。
- 川崎哲也 画 著、大場秀章 編『サクラ図譜』アボック社、2010年。ISBN 978-4-900358-66-9。

ヒマラヤ
- 『秘境・崑崙を行く : 極限の植物を求めて』岩波書店〈岩波新書〉、1989年。ISBN 4-00-430076-2。
- 『ヒマラヤを越えた花々』岩波書店〈自然史の窓 8〉、1999年。ISBN 4-00-006668-4。
- 大場秀章、五百川裕『ヒマラヤに花を追う : 秘境ムスタンの植物』緑育成財団監修、緑育成財団／八坂書房、2005年。ISBN 4-89694-801-7。
- 監修・著『植物 : 超・びっくりパワー』旺文社〈生きもの超・びっくりパワー : きびしい自然に生きる知恵〉、2005年。ISBN 4-01-071891-9。
- 『ヒマラヤの青いケシ』冨山稔写真、山と溪谷社、2006年。ISBN 4-635-22999-8。

訳書
- E・J・H・コーナー 著、大場秀章、能城修一 訳『植物の起源と進化』大井徹 解説、八坂書房、1989年（原著1964年）。ISBN 4-89694-593-X。「原題：『Botanical monkeys』」
- ハロルド・クーポウィッツ、ヒラリー・ケイ（Kaye, Hilary） 著、大場秀章 訳『植物が消える日 : 地球の危機』八坂書房、1993年（原著1983年）。ISBN 4-89694-635-9。
- E・J・H・コーナー 著、大場秀章 訳『ボタニカル・モンキー : 植物の先生猿に助けられる』八坂書房、1996年（原著1992年）。ISBN 4-89694-674-X。「原題『The Botanical Monkey』」
- コリン・タッジ、Tudge, Collin 著、渡会圭子 訳『樹木と文明 : 樹木の進化・生態・分類、人類との関係、そして未来』大場秀章 監訳、アスペクト、2008年（原著2005年）。ISBN 978-4-7572-1408-8。
- シーボルト『シーボルト日本植物誌』大場秀章監修・解説、筑摩書房〈ちくま学芸文庫〉、2007年。ISBN 978-4-480-09123-9。
- コリン・マレー、Mallet, Corinne 著、大場秀章、太田哲英 訳『アジサイ図鑑』アボック社、2009年（原著2008年）。ISBN 978-4-900358-64-5。「原題：『英語: Hydrangea : portraits d'hydrangéas. portraits of hydrangeas. hortensienatlas』」

編集、監修
- 大場秀章 編『日本植物研究の歴史 : 小石川植物園300年の歩み』東京大学総合研究博物館〈東京大学コレクション〉、1996年。ISBN 4-13-020204-9。
- 緑と花の研究会『知って得する花の名前・木の名前 : 緑・花文化の知識認定試験に役立つ本』大場秀章監修、青春出版社〈プレイブックス〉、2000年。ISBN 4-413-01794-3。
- 『おもしろくてためになる植物の雑学事典』大場秀章監修、日本実業出版社、2001年。ISBN 4-534-03199-8。
- 大場秀章 著、樋口春三 編『花に魅せられた人々 : 発見と分類』農林水産省農林水産技術会議事務局監修、農山漁村文化協会〈自然の中の人間シリーズ 花と人間編〉、2005年。ISBN 4-540-04136-3。
- 大場秀章 編『標本は語る : 鉱物界・動物界・植物界』東京大学総合研究博物館／東京大学出版会〈東京大学コレクション〉、2005年。ISBN 4-13-020219-7。
- 大場秀章 編『植物文化人物事典 : 江戸から近現代・植物に魅せられた人々』日外アソシエーツ、2007年。ISBN 978-4-8169-2026-4。
- 大場秀章 編著『植物分類表』（第2刷）アボック社、2010年。ISBN 978-4-900358-61-4。

図鑑
- 大場秀章 監修『図鑑しょくぶつ』講談社〈一年生百科 A-9〉、1975年。OCLC 672665932。全国書誌番号:45004027。
- 岩瀬徹 解説『マルチメディア植物図鑑 : ガイドブック』大場秀章 監修、鈴木庸夫 写真、アスキー〈マルチメディア図鑑シリーズ〉、1997年。ISBN 4-7561-1507-1。
  - 『マルチメディア植物図鑑 : ガイドブック』大場秀章監修、鈴木庸夫写真（改訂版）、アスキー〈CD-ROM & book : Windows & Macintosh対応. マルチメディア図鑑シリーズ = Multimedia encyclopedia〉、1999年。ISBN 4-7561-3104-2。

- 牧野富太郎『牧野新日本植物圖鑑』小野幹雄・大場秀章・西田誠 編集（新訂）、北隆館、2000年。ISBN 4-8326-0010-9。
- 大場秀章 監修『世界のワイルドフラワー』 1巻《地中海ヨーロッパ/アフリカ;マダガスカル編》、冨山稔 写真、学習研究社〈学研の大図鑑〉、2003年。ISBN 4-05-201912-1。
- 大場秀章 監修『世界のワイルドフラワー』 2巻《アジア/オセアニア/北・南アメリカ編》、冨山稔 写真、学習研究社〈学研の大図鑑〉、2004年。ISBN 4-05-201913-X。
- 大場秀章 監修・文『日本のバラ』松本路子 写真、淡交社、2012年。ISBN 978-4-473-03813-5。

シーボルト
- シーボルト『日本植物誌 : フローラ・ヤポニカ』木村陽二郎と共解説、八坂書房〈博物図譜ライブラリー 6〉、1992年。ISBN 4-89694-736-3。
  - シーボルト『日本植物誌 : フローラ・ヤポニカ』木村陽二郎と共解説、八坂書房、2000年、新版2023年 エラー: 日付が正しく記入されていません。（説明）。ISBN 4896943473。

- 大場秀章 編『シーボルトの21世紀』東京大学総合研究博物館／東京大学出版会〈東京大学コレクション〉、2003年。ISBN 4-13-020216-2。同館企画展（2000年）の展覧会図録。
- P・F・B・フォン・シーボルト 著、瀬倉正克 訳『シーボルト『日本植物誌』本文覚書篇』大場秀章 監修・解説（改訂）、八坂書房、2007年。ISBN 978-4-89694-899-8。『シーボルト日本の植物』 (1996年刊) の改訂版。原タイトル: Flora Japonica
- 大場秀章、田賀井篤平『シーボルト博物学 : 石と植物の物語』智書房／星雲社。ISBN 978-4-434-14579-7。

共編著
- 大場秀章・西野嘉章 編『動く大地とその生物』東京大学出版会〈東京大学コレクション〉、1995年。ISBN 4-13-020202-2。
- 大場秀章ほか 編『5 近畿』岩波書店〈日本の自然 : 地域編〉、1995年。ISBN 4-00-007935-2。
- 草月出版編集・制作部 編『現代いけばな花材事典』勅使河原宏、大場秀章 監修、草月出版、1999年。ISBN 4-88145-002-6。
- 大場秀章、秋山忍 著、林良博、武内和彦 編『ツバキとサクラ : 海外に進出する植物たち』岩波書店〈現代日本生物誌〉、2003年。ISBN 4-00-006728-1。
- 大場秀章ほか『東大講座すしネタの自然史』日本放送出版協会、2003年。ISBN 4-14-080827-6。
- 木下直之、岸田省吾、大場秀章『東京大学本郷キャンパス案内』東京大学出版会、2005年。ISBN 4-13-003322-0。
- 大場秀章、川崎哲也、田中秀明 解説『新日本の桜』木原浩 写真、山と溪谷社、2007年。ISBN 978-4-635-06192-6。
- ニルス・ウッデンベリ 文、Uddenberg, Nils、大場秀章 日本語版監修、ピア・オステンソン（Östensson, Pia）植物学・写真解説 著、早川雅子 訳『体系への情熱 : リンネと自然の体系への夢』ヘレン・シュミッツ（Schmitz, Helene）案・写真、Natur & Kultur、ストックホルム、2007年。ISBN 978-91-27-02588-2。
- 金井弘夫 著、大場秀章 編『植物・探険・書評』アボック社〈金井弘夫著作集〉、2008年。ISBN 978-4-900358-62-1。
- 国際園芸学会 著、栽培植物分類名称研究所 訳『国際栽培植物命名規約 : 日本語版』大場秀章 日本語版監修（第7版）、アボック社、2008年。ISBN 978-4-900358-60-7。
- 大場秀章、望月典子『オールド・ローズ・ブック : バラの美術館』八坂書房、2009年。ISBN 978-4-89694-933-9。

論文
- 植物研究雑誌編集委員会 編『植物研究雑誌』ツムラ。
  - 宮本 太、大場 秀章、Mahendra. N. Subed「ネパール中部ムスタン地方の植物相研究1. イグサ属植物」『植物研究雑誌』第78巻第3号、2003-06-20、p.152-157。デジタル記事。掲載誌別題『The journal of Japanese botany』「Studies on the Flora of Mustang, Central Nepal（1）The Genus Juncus (Juncaceae）」。
  - 池田 博、大場 秀章、Mahendra N. Subedi（M・N・ スベディ） 著「Sibbaldia minutissima Kitam. (Rosaceae) is conspecific to S. adpressa：Studies of the flora of Mustang, central Nepal, 2.」植物研究雑誌編集委員会 編『植物研究雑誌』第79巻第2号（通号 834) 、2004-04-20、p.91-95。「ネパール・ムスタン産植物の研究2. Sibbaldia minutissima Kitam.（バラ科）について」p.91-95。
  - 宮本 太、大場 秀章「ネパール中部ムスタン地方の植物相研究（3）. ネパール新産のBistorta tenuifolia (H. W. Kung) Miyam. & H. Ohba（タデ科）」植物研究雑誌編集委員会 編『植物研究雑誌』第80巻第5号（通号 843) 2005-10-20、p.278-281。「Bistorta tenuifolia (H.W.Kung) Miyam. & H.Ohba (Polygonaceae) : a New Addition to the Flora of Nepal」「Studies of the Flora of Mustang, Central Nepal（3）」